# Warren Ambrose
Warren Arthur Ambrose (* 25. Oktober 1914 in Virden, Illinois; † 4. Dezember 1995 in Paris) war ein US-amerikanischer Mathematiker, der sich mit Differentialgeometrie befasste.

## Leben
Ambrose studierte Mathematik an der University of Illinois at Urbana-Champaign mit dem Bachelor-Abschluss 1935, dem Master-Abschluss 1936 und der Promotion bei Joseph L. Doob 1939 (Some properties of measurable stochastic processes). Danach war er an der University of Alabama, dem Institute for Advanced Study und der Princeton University, der University of Michigan und der Yale University. 1947 wurde er Assistant Professor, 1950 Associate Professor und 1957 Professor am Massachusetts Institute of Technology. Mit Isadore M. Singer machte er das MIT in den 1950er Jahren zu einem der Zentren der Differentialgeometrie in den USA (neben Chicago, wo S. S. Chern damals war). 1985 emeritierte er.
Er war mehrfach am Institute for Advanced Study (1939 bis 1941, 1948/49, 1959) sowie Gastprofessor in Lateinamerika, Italien, Indien, Belgien. 1954 forschte er für die United States Air Force in Brüssel und Paris.
In den 1960er Jahren war er Gastprofessor in Buenos Aires (wo er zuerst 1948 war als Gastprofessor in Brasilien und Buenos Aires). Nachdem er 1966 mit anderen Fakultätsmitgliedern und Studenten an der Universität in Buenos Aires durch Militärpolizei misshandelt (nach einem Putsch hatte das Militär die Universitäten besetzt) wurde, war er ein entschiedener Gegner der rechten Militärdiktaturen in Lateinamerika und speziell in Argentinien und Chile. Er nahm auch viele Studenten aus Buenos Aires mit ans MIT. Ebenfalls in den 1960er Jahren war er aktiv im Protest gegen die Beteiligung der USA im Vietnamkrieg und unterschrieb 1967 einen diesbezüglichen Aufruf zum Steuerboykott.

## Werk
Anfangs befasste er sich mit stochastischen Prozessen (Thema seiner Dissertation bei Doob), dann mit Ergodentheorie und Maßtheorie (wobei er mit Paul Halmos und Shizuo Kakutani veröffentlichte).
Der Satz von Ambrose und Singer verbindet die Krümmungsform mit der Holonomie der Zusammenhangsform in einem Hauptfaserbündel (anschaulich liefert der Krümmungstensor angewandt auf einen Tangentialvektor die Differenz bei Paralleltransport des Tangentialvektors auf infinitesimalen geschlossenen Wegen).
Er ist für den Satz von Cartan-Ambrose-Hicks bekannt (1956, benannt zusätzlich nach seinem Doktoranden Noel Hicks), der die Frage beantwortet, inwieweit der Riemannsche Krümmungstensor die Riemannschen Metrik festlegt. Das lokale Problem hatte bereits Élie Cartan gelöst.  Das globale Problem der Bestimmung von Metrik aus Paralleltransport und Krümmung ist auch als Ambrose Problem bekannt.

## Ehrungen, Privates
1948/49 war er Guggenheim Fellow.
Er war zweimal verheiratet und hatte zwei Kinder aus erster Ehe. In zweiter Ehe war er mit einer Französin verheiratet, mit der er nach seiner Emeritierung 1989 nach Frankreich zog.
Er sprach fließend Französisch, Portugiesisch und Spanisch, war ein Weinliebhaber und Jazzfan (Charlie Parker).

## Schriften
- mit Isadore M. Singer: A theorem on holonomy. In: Transactions of the American Mathematical Society. Band 75, Nr. 3, 1953, S. 428–443, JSTOR:1990721.
- Parallel translation of Riemannian curvature. In: Annals of Mathematics. Serie 2, Band 64, Nr. 2, 1956, S. 337–363, JSTOR:1969978.
- mit Isadore M. Singer On homogeneous Riemannian Manifolds. In: Duke Mathematical Journal. Band 25, Nr. 4, 1958, S. 647–669, doi:10.1215/S0012-7094-58-02560-2.